# Lac Labelle
Pour les articles homonymes, voir Nominingue (homonymie).
Le lac Labelle est un lac de la municipalité de Labelle, dans la municipalité régionale de comté Les Laurentides, dans la région des Laurentides, au Québec, au Canada. 

## Toponymie
Le nom du lac rappelle le souvenir d'Antoine Labelle. 

## Géographie
Le lac Labelle d'une longueur de 14 km est situé à l'ouest de Labelle. Ses eaux s'écoulent dans la rivière Maskinongé. Il a une superficie de 7,94 km2 et un périmètre de 45,98 km. Il est à une altitude de 247 m.